# Зульфугарлы
Зульфугарлы (азерб. Zülfüqarlı) — село в Кельбаджарском районе Азербайджана.
Уроженцем села является Национальный Герой Азербайджана — Шахлар Шукюров.

## География
Расположено в горах Малого Кавказа на высоте 1499 метров, на притоке реки Тутгун, в 40 км к юго-востоку от районного центра города — Кельбаджар.

## История

### Советский период
По материалам издания «Административное деление АССР», подготовленных в 1933 году Управлением народно-хозяйственного учёта АССР (АзНХУ), по состоянию на 1 января 1933 года в селе Зюльфугарлы являвшемся центром одноимённого сельсовета Кельбаджарского района Азербайджанской ССР проживало 350 человек (76 хозяйств, 190 мужчин и 160 женщин). Национальный состав всего Зюльфугарлинского сельсовета, включавшего также сёла Абдулла-ушагы, Агятак, Чорман, Фаталылар, Мозкент, Караджанлы, Кара-Гюней, Кошналлар, на 99, 3% состоял из тюрков (азербайджанцев).
В конце 1970-х годов село Зульфугарлы входило в состав одноимённого сельсовета Кельбаджарского района Азербайджанской ССР. Численность населения составляла 696 человек (1979). Были развиты животноводство и табаководство. Функционировали средняя школа, дом культуры, библиотека, больница и другие учреждения.

### Постсоветский период
В результате Первой карабахской войны в апреле 1993 года перешло под контроль непризнанной Нагорно-Карабахской Республики и согласно её административно-территориальному делению именовалось Зуар (арм. Զուար) и входило в состав Шаумяновского района НКР.
25 ноября 2020 года на основании трёхстороннего соглашения между Азербайджаном, Арменией и Россией от 10 ноября 2020 года Кельбаджарский район возвращён под контроль Азербайджана.